# Austrálie na Eurovision Song Contest
Austrálie se zúčastnila 10 ročníků soutěže Eurovision Song Contest, poprvé v roce 2015. Jako první se v soutěži představil Guy Sebastian s písní „Tonight Again“. Největším úspěchem země bylo 2. místo, které při své druhé účasti v roce 2016 získala ve finále Dami Im s písní „Sound of Silence“.
V roce 2021 se Austrálie stala vůbec první zemí, která na Eurovizi soutěžila distančně. Kvůli restrikcím zavedeným proti šíření nemoci covid-19 nemohla Australanka Montaigne odcestovat do Nizozemska, její vystoupení tedy bylo přehráno z připraveného záznamu.

## Výsledky
| Rok  | Interpret          | Píseň                     | Jazyk                       | Finále        | Finále        | Semifinále    | Semifinále    |
| Rok  | Interpret          | Píseň                     | Jazyk                       | Pořadí        | Body          | Pořadí        | Body          |
| ---- | ------------------ | ------------------------- | --------------------------- | ------------- | ------------- | ------------- | ------------- |
| 2015 | Guy Sebastian      | „Tonight Again“           | angličtina                  | 5.            | 196           | přímý postup  | přímý postup  |
| 2016 | Dami Im            | „Sound of Silence“        | angličtina                  | 2.            | 511           | 1.            | 330           |
| 2017 | Isaiah Firebrace   | „Don't Come Easy“         | angličtina                  | 9.            | 173           | 6.            | 160           |
| 2018 | Jessica Mauboy     | „We Got Love“             | angličtina                  | 20.           | 99            | 4.            | 212           |
| 2019 | Kate Miller-Heidke | „Zero Gravity“            | angličtina                  | 9.            | 284           | 1.            | 261           |
| 2020 | Montaigne          | „Don't Break Me“          | angličtina                  | ročník zrušen | ročník zrušen | ročník zrušen | ročník zrušen |
| 2021 | Montaigne          | „Technicolour“            | angličtina                  | nepostup      | nepostup      | 14.           | 28            |
| 2022 | Sheldon Riley      | „Not the Same“            | angličtina                  | 15.           | 125           | 2.            | 243           |
| 2023 | Voyager            | „Promise“                 | angličtina                  | 9.            | 151           | 1.            | 149           |
| 2024 | Electric Fields    | „One Milkali (One Blood)“ | angličtina, yankunytjatjara | nepostup      | nepostup      | 11.           | 41            |
| 2025 | Go-Jo              | „Milkshake Man“           | angličtina                  | nepostup      | nepostup      | 11.           | 41            |

| Legenda | Legenda                              |
| ------- | ------------------------------------ |
| 1       | 1. místo                             |
| 2       | 2. místo                             |
| X       | interpret vybrán, ale nezúčastnil se |

## Galerie

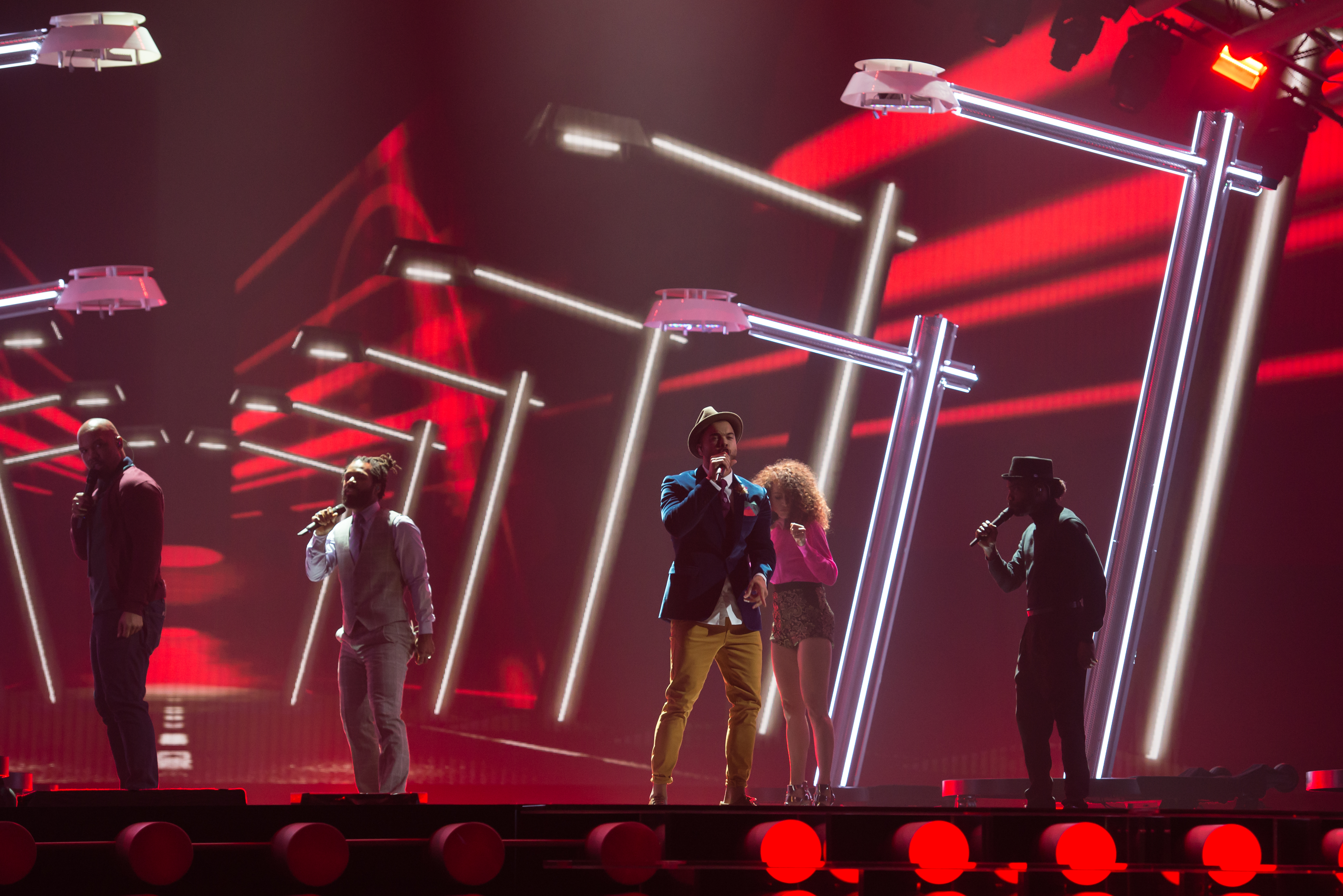
Guy Sebastian ve Vídni (2015)
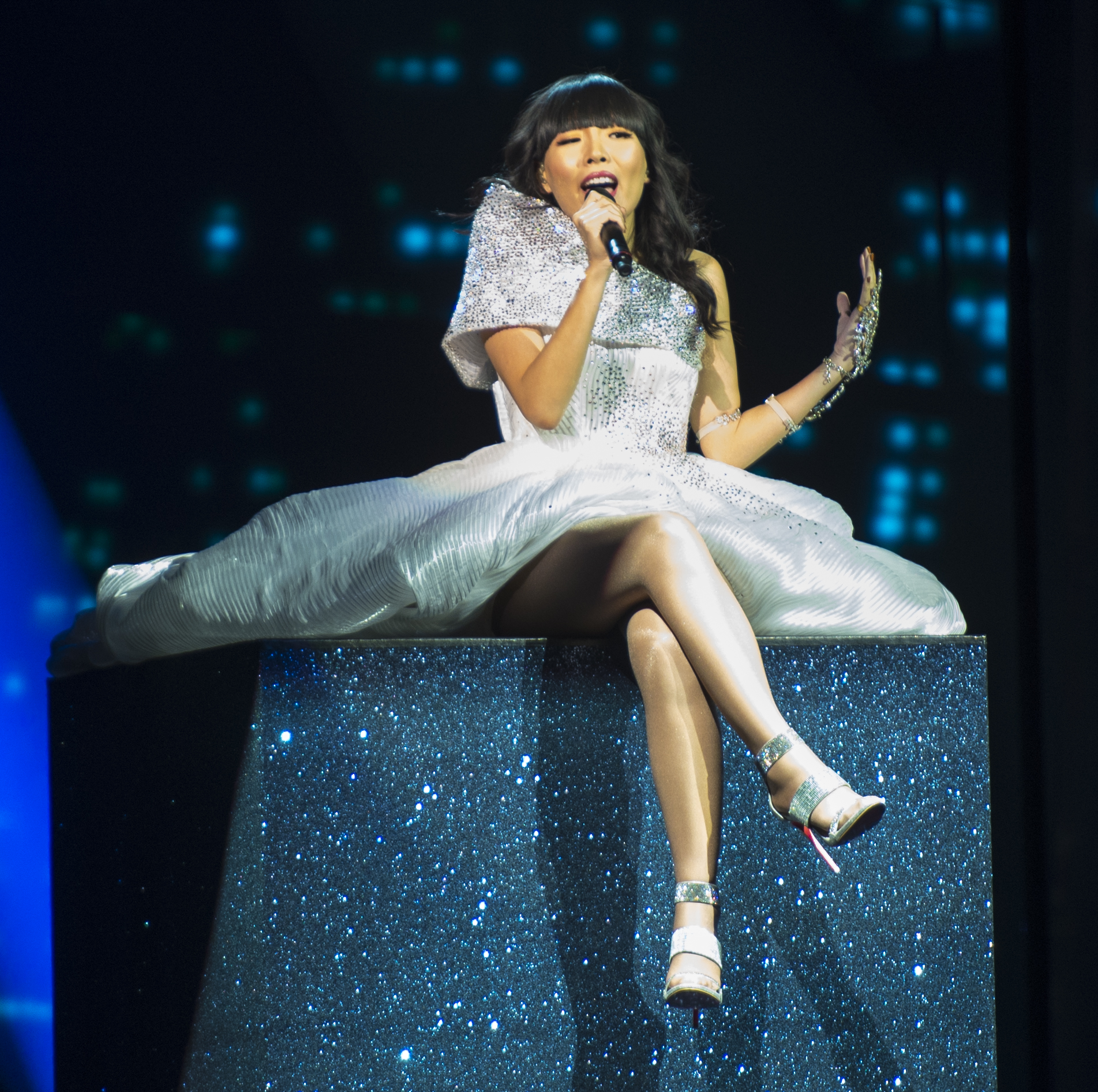
Dami Im ve Stockholmu (2016)
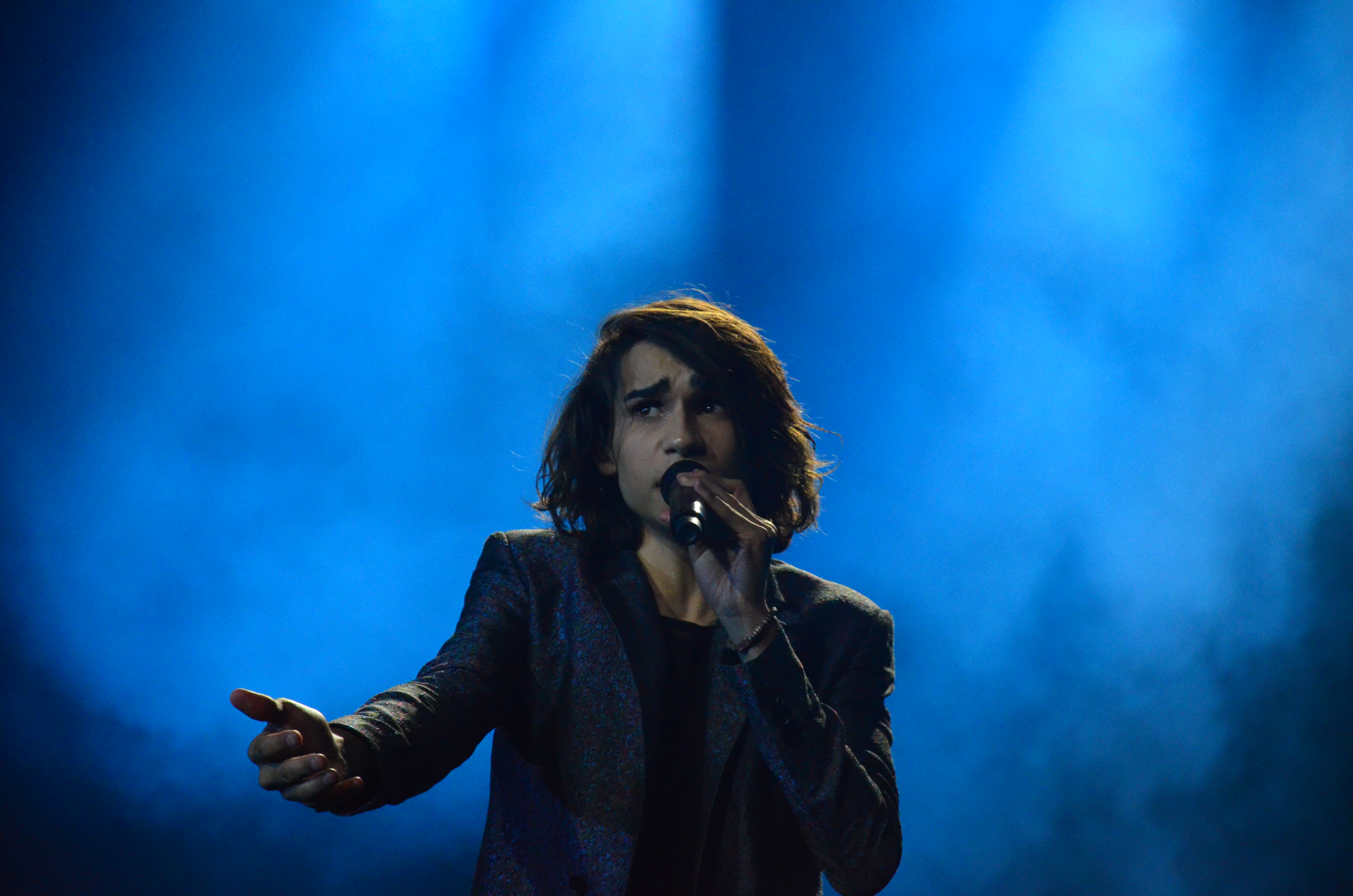
Isaiah v Kyjevě (2017)
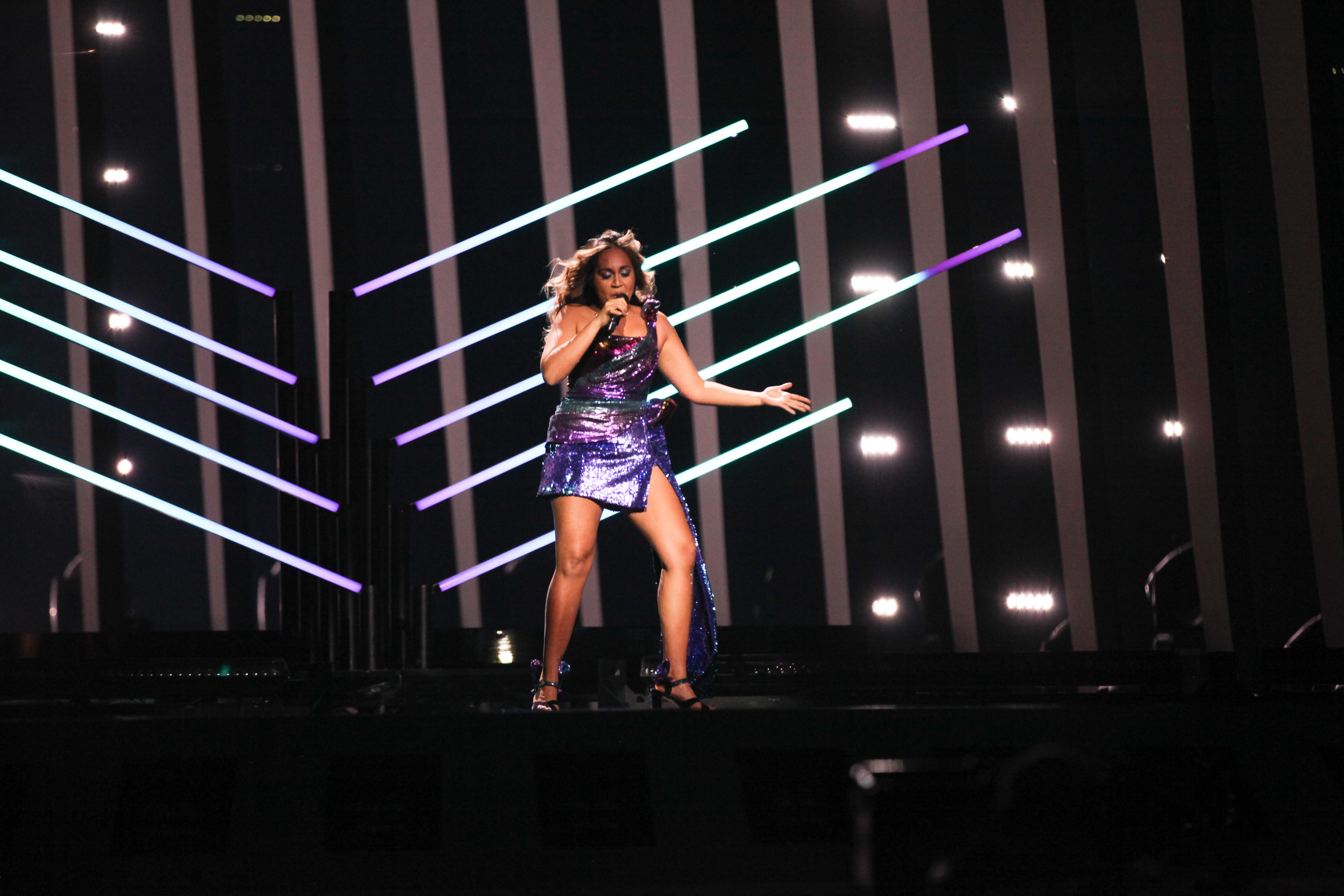
Jessica Mauboy v Lisabonu (2018)
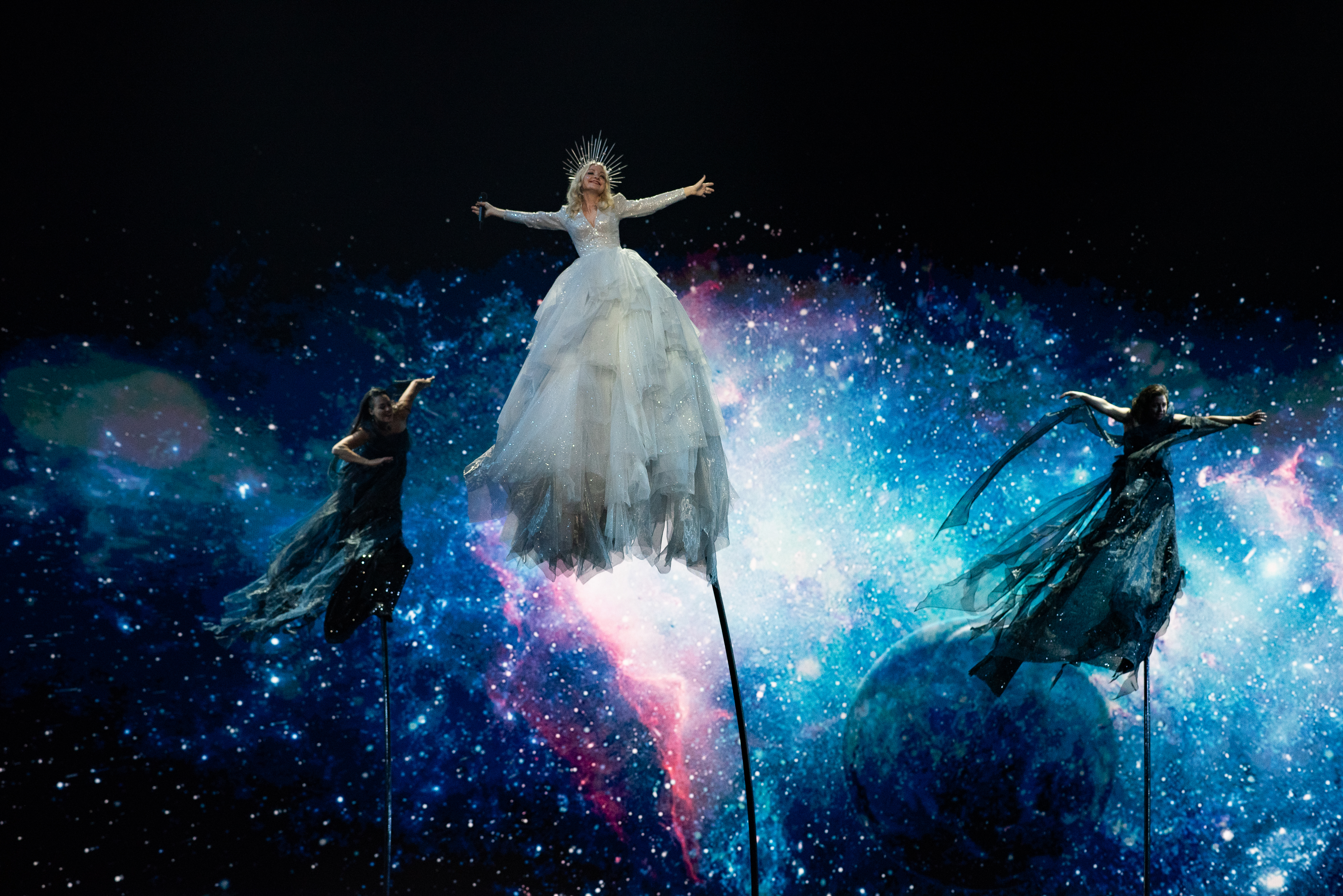
Kate Miller-Heidke v Tel Avivu (2019)
Montaigne v Rotterdamu (2021)
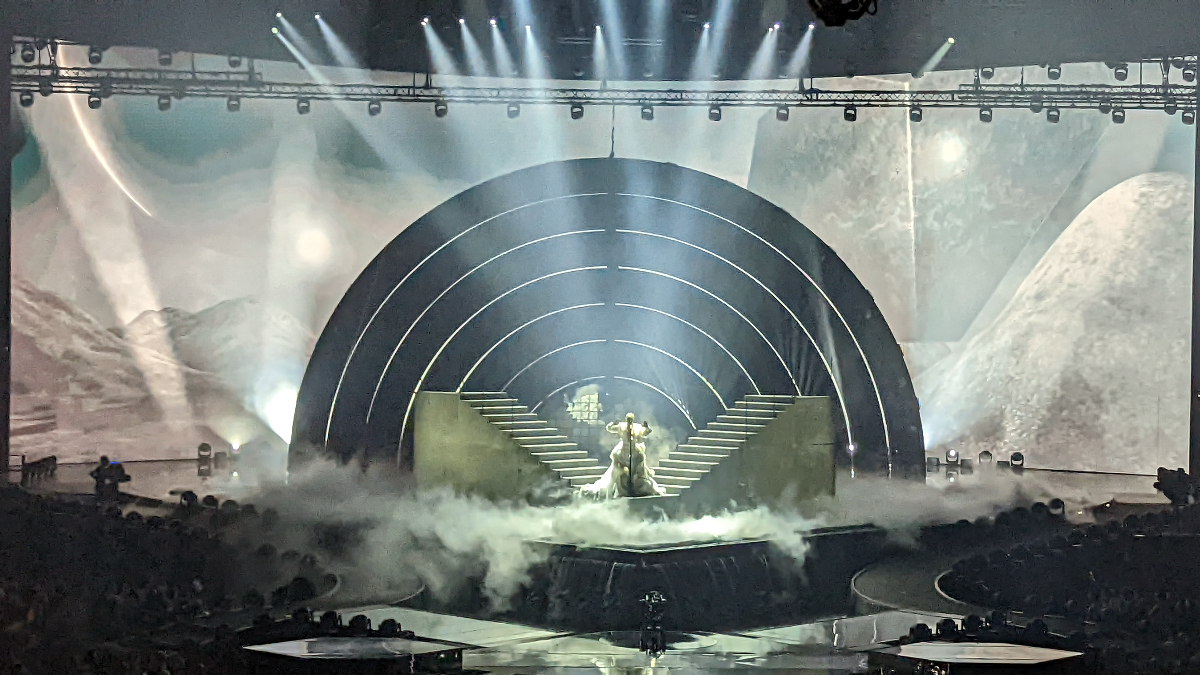
Sheldon Riley v Turíně (2022)
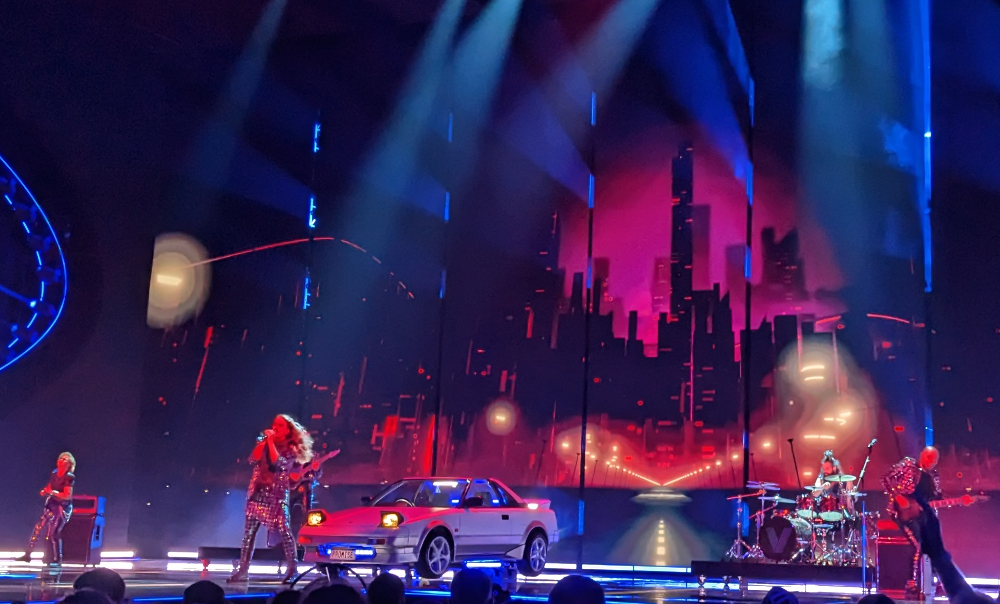
Voyager v Liverpoolu (2023)
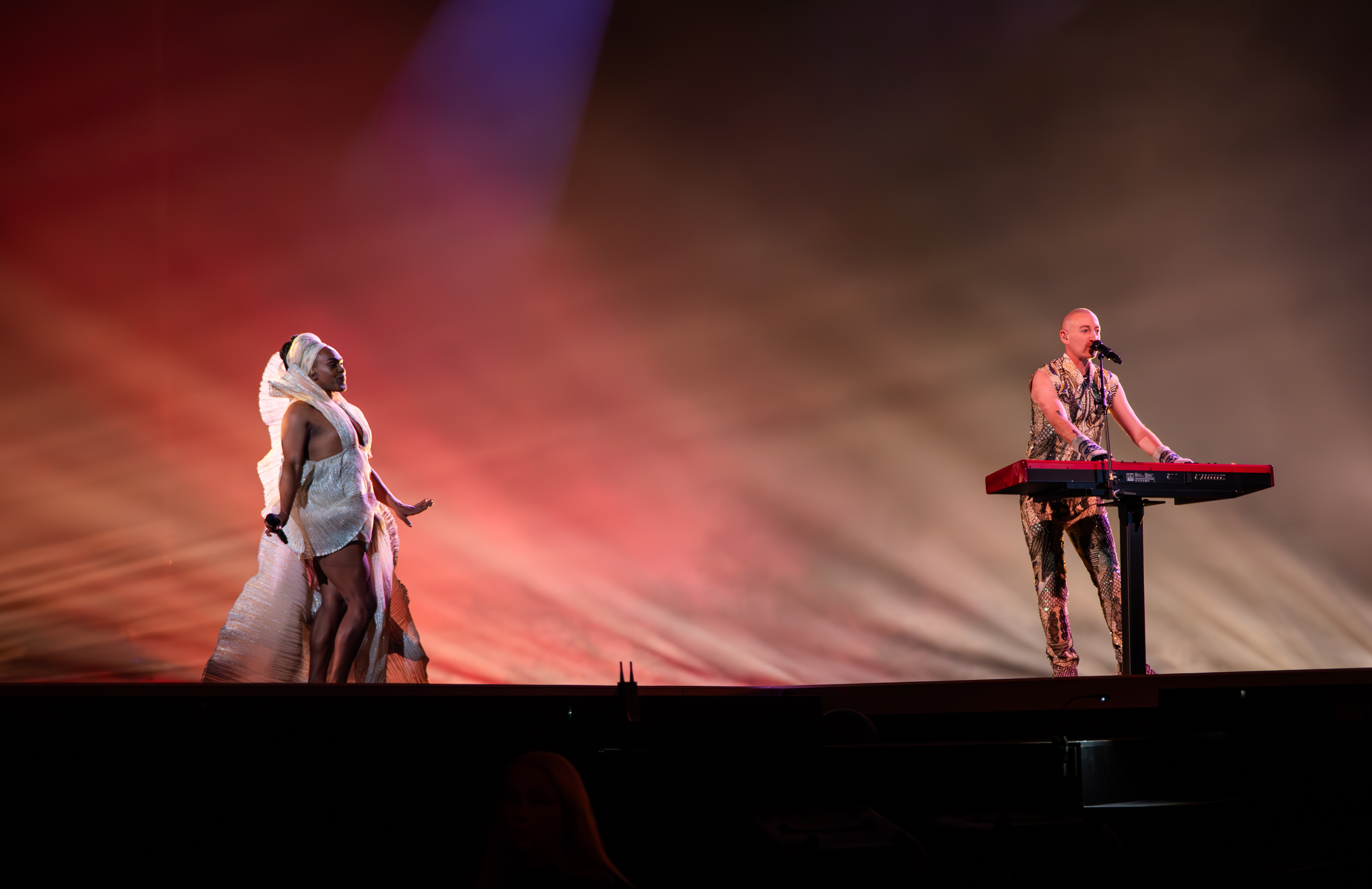
Electric Fields v Malmö (2024)
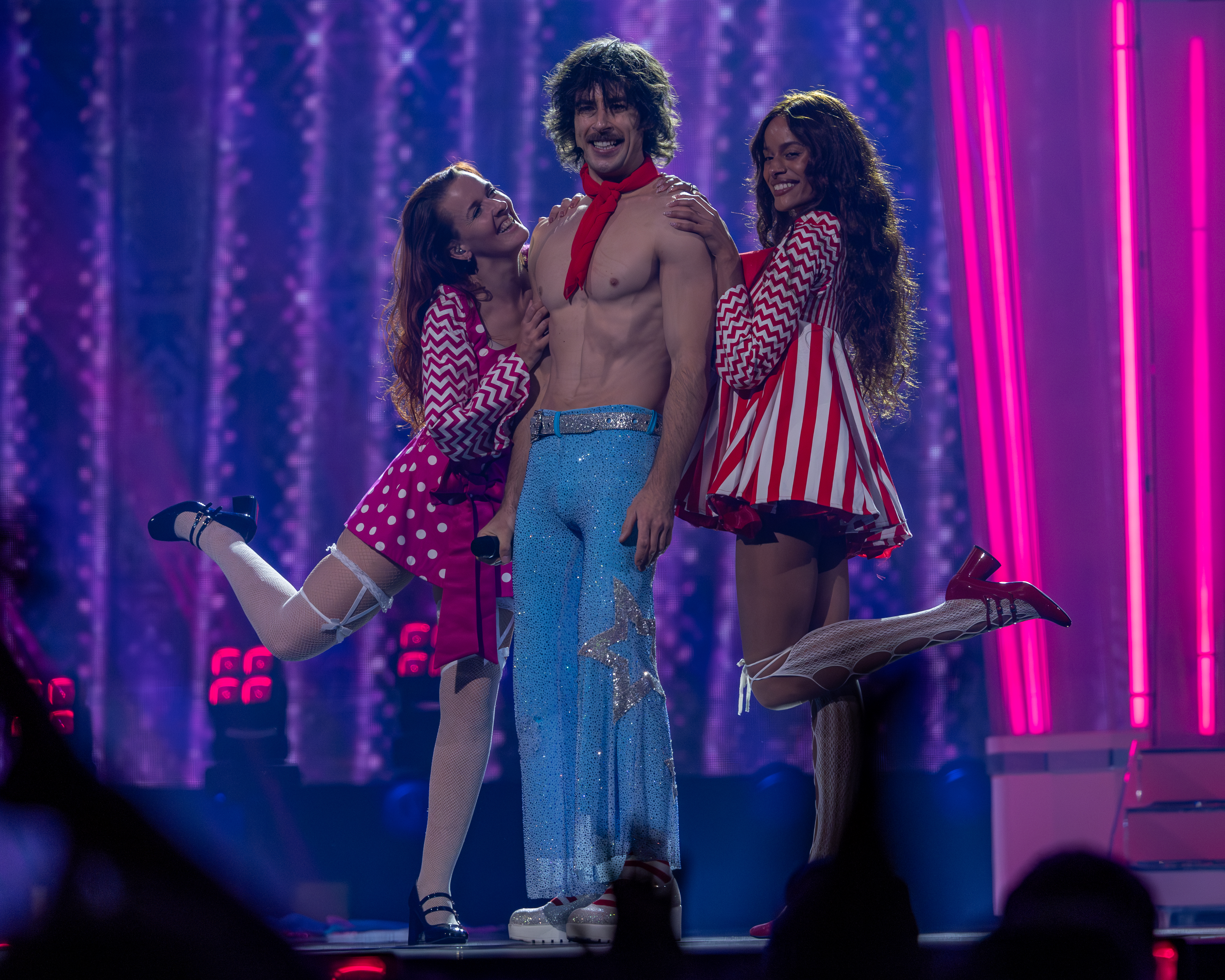
Go-Jo v Basileji (2025)